# مركز شينغلونغ العالمي
مركز شينغلونغ العالمي (بالإنجليزية: Shenglong Global Center) هو ناطحة سحاب ومركز تجاري في فوزهو، فوجيان، الصين إرتفاعه 300 متر (984.3 قدم) ، بدأ البناء في عام 2012 واكتمل في عام 2019.